# Трамвајска линија бр. 2 (Шчећин)
Трамвајска линија бр. 2 (Двожец Ниебушево ↔ Туркусова) је једна од 12 трамвајских линија јавног градcког превоза у Шчећину. Линија 2 је уведена 1905. године. Повезује „Ниебушево“ и „Здроје“. Од 1. јануара 2009. линију одржаваје компанија Шчећински трамваји.

## Траса линије

### Дo 08.2015
| → Басен Гурничи                                                                                                 | → Двожец Ниебушево                                                                                  |
| --- | --------------------------------------------------------------------------------------------------- |
| Ожешковеј - Богухвали - Асника - Коллонтаја - Визволениа - Ниеподлеглосћи - Вишињскиего - Енергетиков - Гдањска | Гдањска - Енергетиков - Вишињскиего - Ниеподлеглосћи - Визволениа - Коллонтаја - Асника - Ожешковеј |

### Од 08.2015
| → Туркусова | → Двожец Ниебушево |
| --- | --- |
| Ожешковеј - Богухвали - Асника - Коллонтаја - Визволениа - Ниеподлеглосћи - Вишињскиего - Енергетиков - Гдањска - Ескадрова - Хангарова - Јасминова | Јасминова - Хангарова - Ескадрова - Гдањска - Енергетиков - Вишињскиего - Ниеподлеглосћи - Визволениа - Коллонтаја - Асника - Ожешковеј |

## Списак стајалишта
| 2 (Двожец Њебушево — Туркусова) |                         |                                      |                     |
| Станица                         | Станица                 | Дeo града                            | Друге линије        |
| пољски назив                    | српски назив            | Дeo града                            | Друге линије        |
| Dworzec Niebuszewo              | Двожец Ниебушево        | Ниебушево-Болинко                    | 12                  |
| Boguchwały                      | Богухвали               | Ниебушево-Болинко                    | 12                  |
| Niemcewicza                     | Ниемцевича              | Ниебушево-Болинко                    | 12                  |
| Kołłątaja                       | Коллонтаја              | Ниебушево-Болинко, Срудмиесће Пулноц | 3, 10, 12           |
| Odzieżowa                       | Ођежова                 | Срудмиесће Пулноц                    | 10, 12              |
| Rayskiego                       | Рајскиего               | Срудмиесће Пулноц, Центрум           | 10, 12              |
| Plac Rodła                      | Плац Родла              | Центрум                              | 1, 3, 5, 10, 11, 12 |
| Plac Żołnierza Polskiego        | Плац Жолниежа Полскиего | Старе Миасто                         | 1, 3, 10            |
| Brama Portowa                   | Брама Портова           | Старе Миасто                         | 1, 3, 7, 8, 9, 10   |
| Wyszyńskiego                    | Вишињскиего             | Старе Миасто                         | 6, 7, 8             |
| Energetyków                     | Енергетиков             | Миендзиодже-Виспа Пуцка              | 7, 8                |
| Port Centralny                  | Порт Централни          | Миендзиодже-Виспа Пуцка              | 7, 8                |
| Merkatora                       | Меркатора               | Миендзиодже-Виспа Пуцка              | 7, 8                |
| Basen Górniczy                  | Басен Гурничи           | Миендзиодже-Виспа Пуцка              | 7, 8                |
| Hangarowa                       | Хангарова               | Домбие                               | 7, 8                |
| Jaśminowa ZUS                   | Јасминова ЗУС           | Здроје                               | 7, 8                |
| Turkusowa                       | Туркусова               | Здроје                               | 7, 8                |

## Возила на линији
| Слика | Тип        | Произвођач | Година производње |
| ----- | ---------- | ---------- | ----------------- |
|       | Pesa Swing | Песа       | 2010–2012.        |

## Bиди још
- Шчећински трамвај